# Đại Thiến Sơn
Đại Thiến Sơn (chữ Hán giản thể: 大箐山县âm Hán Việt: Đại Thiến Sơn huyện) là một quận thuộc địa cấp thị Y Xuân, tỉnh Hắc Long Giang, Cộng hòa Nhân dân Trung Hoa. Quận này có diện tích 1041 km², dân số 40.000 người. Mã số bưu chính của Đới Lĩnh là 153106. Quận được chia thành các đơn vị hành chính gồm 1 nhai đạo Đới Lĩnh và 1 hương Đại Hưng.